# Rašeliniště Hovízna
Hovízna je přírodní rezervace severozápadně od Ponědrážky v okrese Jindřichův Hradec v Jihočeském kraji. Chráněné území se rozkládá v blízkosti rybníka Švarcenberk na pravém břehu vodního kanálu Zlatá stoka asi jeden kilometr severozápadně od obce vesnice. Oblast spravuje AOPK ČR Správa CHKO Třeboňsko.

## Předmět ochrany
Předmětem ochrany je jedno z nejcennějších rašelinišť na pramenných vývěrech, které je svým charakterem ojedinělé i v oblasti na rašeliniště tak bohaté, jako je Třeboňská pánev. Území je přirozeným refugiem mnoha rostlinných i živočišných druhů.

## Galerie

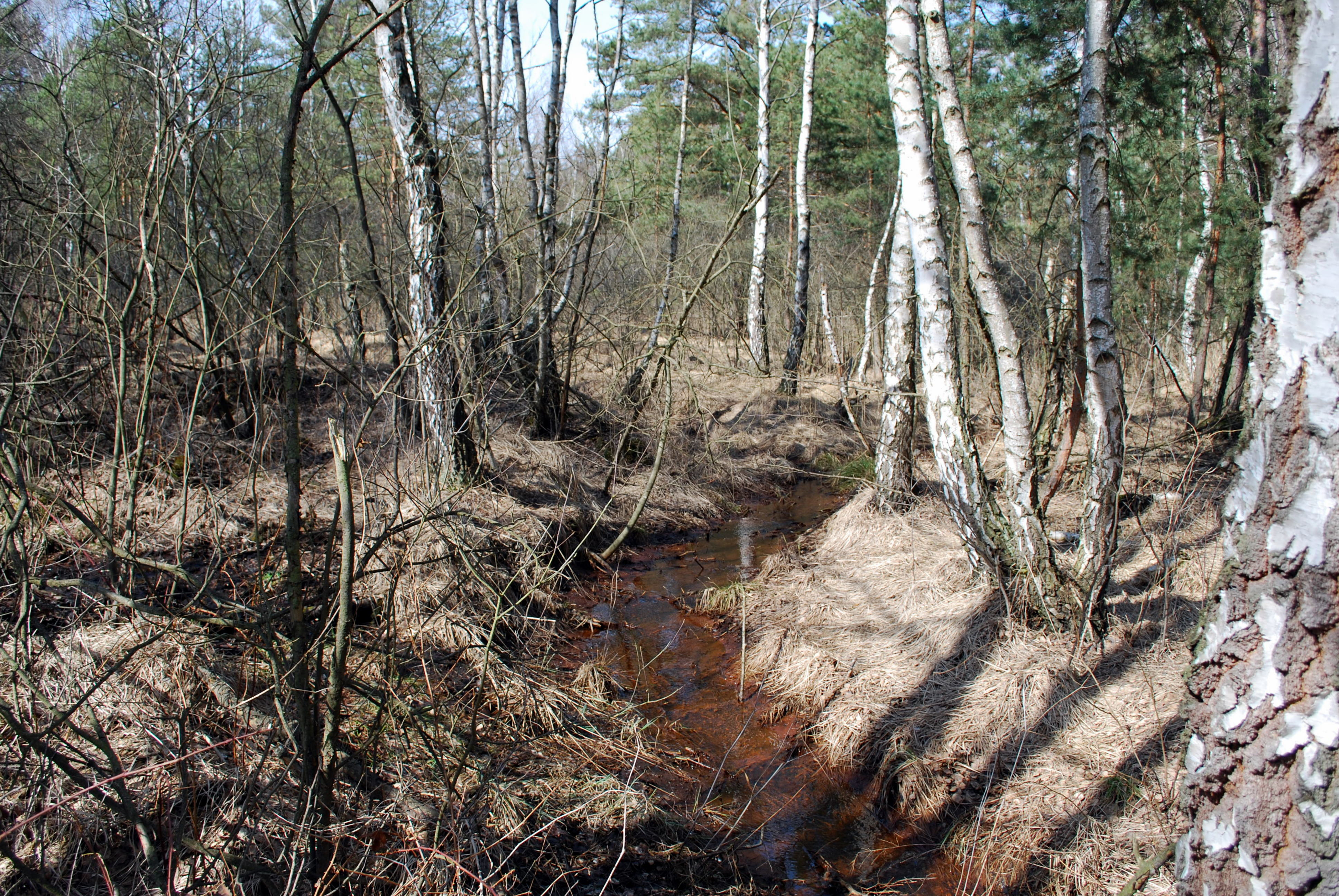
Přírodní rezervace rašeliniště Hovízna
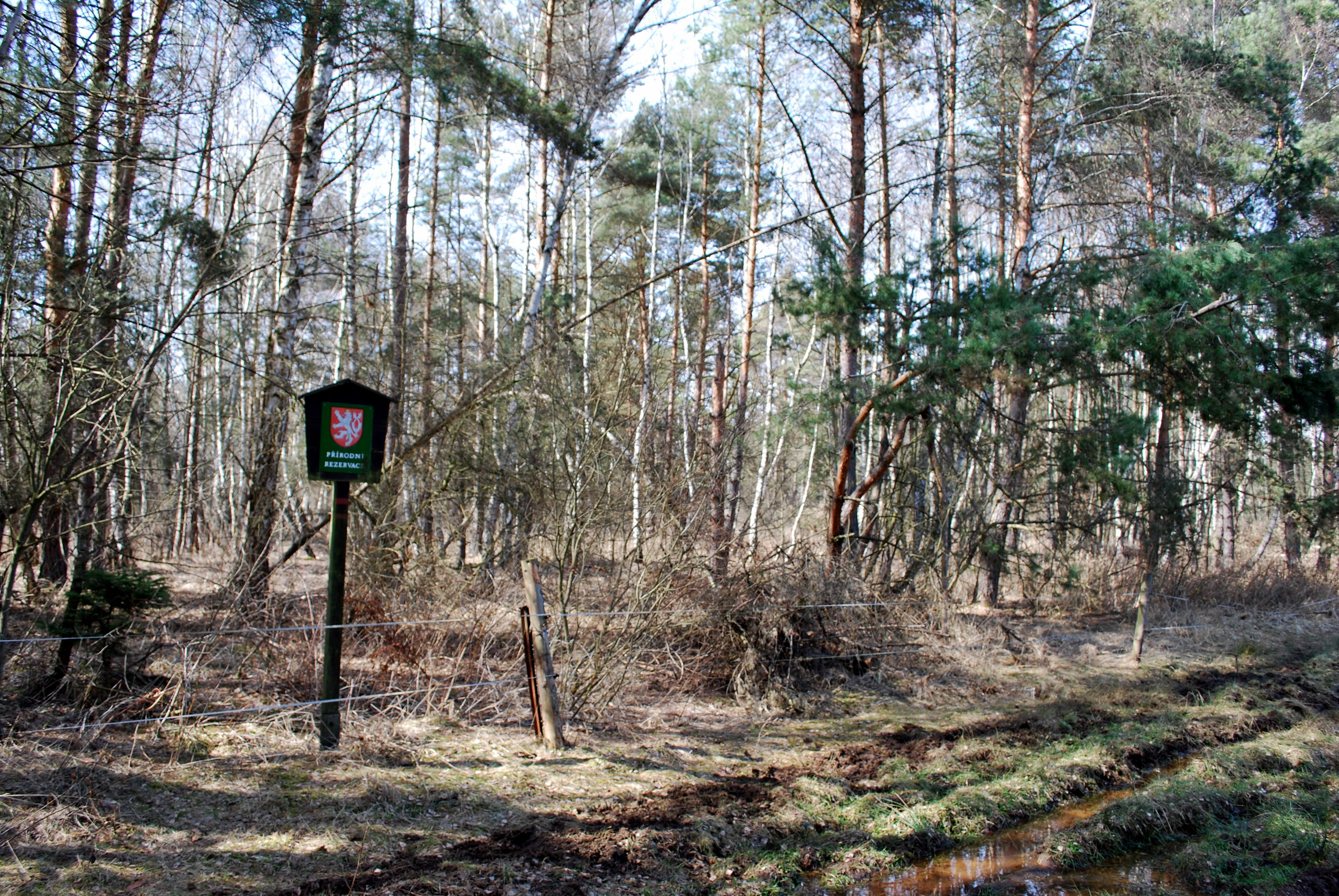
Přírodní rezervace rašeliniště Hovízna
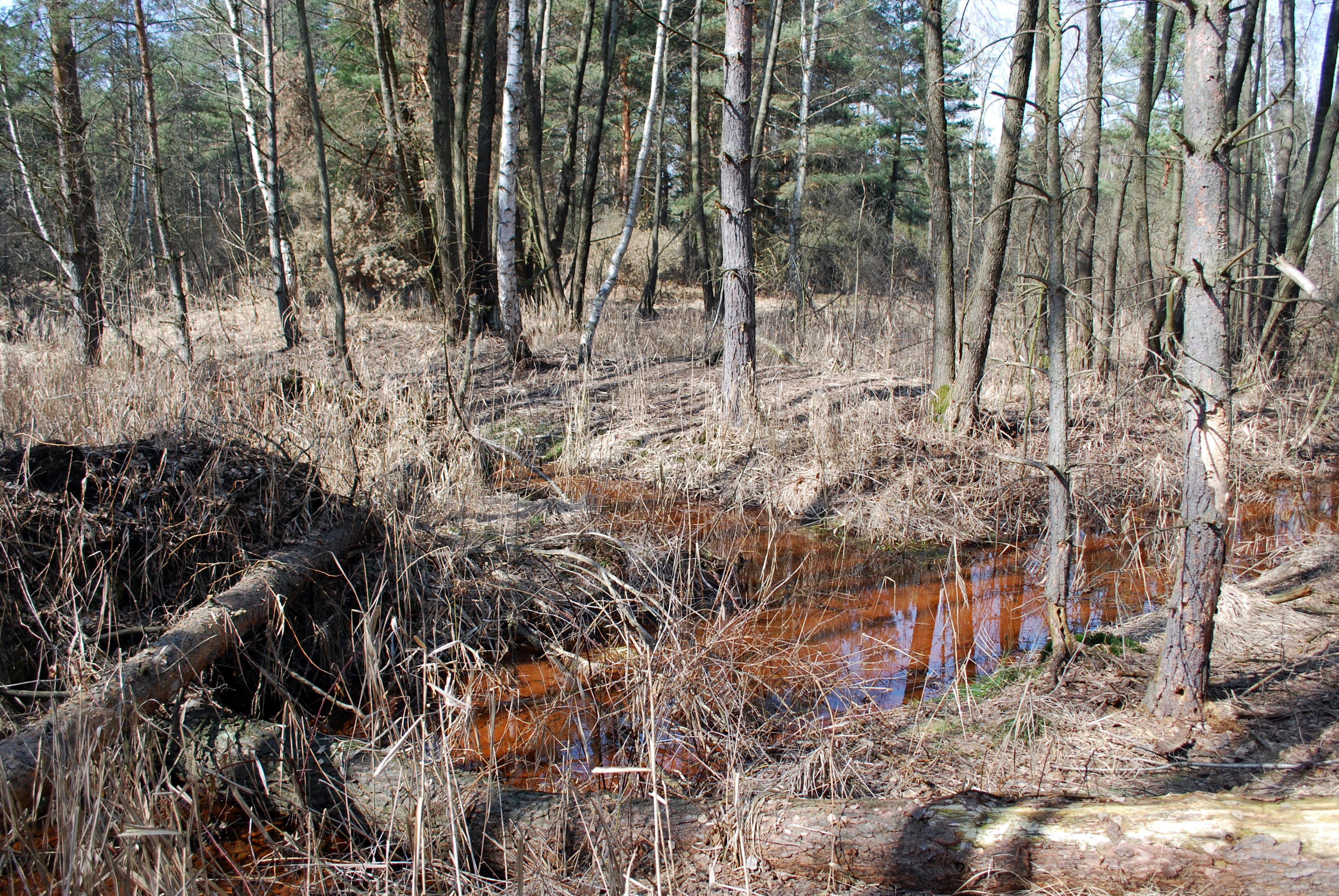
Přírodní rezervace rašeliniště Hovízna